# Енины (дворянский род)
Енины — древний русский дворянский род.
Род внесён в родословную книгу Екатеринославской губернии.

## История рода
Григорий Андреевич Енин служил по Ряжску (до 1579). Данила Герасимович и Некрас Данилович владели поместьем в Рославльском уезде (1585). Салтан Лукьянович вёрстан новичным окладом по Костроме (1594).
Четырнадцать представителей рода служили в детях боярских по Воронежу (1620—1630-х). Воронежцу Ивану Енины за сеунч было дано государево жалование (1644). Алексей Енин осадный голова Воронежа (1676). Прапорщик рейтарского строя Осип Борисович Ение послан для сбора денег в Орёл (1699).
Семь представителей рода владели населёнными имениями (1699).

## Известные представители
- Енин Семён Васильевич — карачевский городовой дворянин (1622).
- Енин Афанасий — сын боярский в Астрахани (1649).
- Енин Дмитрий Прокофьевич — стряпчий (1693)[1][2].
- Енин Валерий Аркадьевич — герой Российской Федерации(2024).